# 12850 Axelmunthe
A 12850 Axelmunthe (ideiglenes jelöléssel 1998 CO3) a Naprendszer kisbolygóövében található aszteroida. Eric Walter Elst fedezte fel 1998. február 6-án.